# Esterházy János (kapitány)
Galántai gróf Esterházy János (1610–1690), a cseszneki vár kapitánya.

## Életpályája
Apja Esterházy Dániel báró volt (1580-1654), császári tanácsos, aki Cseszneket szerezte, anyja Rumi (Rumy) Judit, Gáta úrnője. Huszan voltak testvérek.
János 1683-ban emelkedett grófságra. Neje Ocskay Magdolna volt. Két gyermeke született, közülük Mária zólyomi Esterházy István neje lett, míg Ferenc Fejér megyei főispán volt, ki utód nélkül halt el.